# Amadense Esporte Clube
L'Amadense Esporte Clube, noto anche semplicemente come Amadense, è una società calcistica brasiliana con sede nella città di Tobias Barreto, nello stato del Sergipe.

## Storia
Il club è stato fondato il 23 agosto 1981, nella città di Nossa Senhora da Glória, trasferendosi successivamente nella città di Tobias Barreto nel 2005. Ha terminato al secondo posto nel Campeonato Sergipano Série A2 nel 2005, quando perse la competizione a favore del Pirambu.

## Palmarès

### Competizioni statali
- Copa Governo do Estado de Sergipe: 1

2014